# Chế độ nhân tài

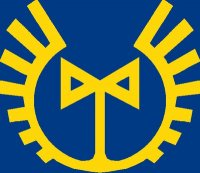
Biểu tượng của chế độ nhân tài.

Chế độ nhân tài (tiếng Anh: Meritocracy) là một triết lý chính trị cho rằng quyền lực nên được trao cho các cá nhân có khả năng và sở hữu tài năng. Sự thăng tiến trong hệ thống này dựa trên việc kiểm tra chất lượng hoặc xác minh, công nhận các thành tích đạt được trong từng lĩnh vực cụ thể.